# Ярмарок
Я́рмарок, розм. я́рмарка (через пол. jarmark з сер.-в.-нім. jârmarket — «річний ринок») — це тимчасовий періодичний захід, в рамках якого продавці демонструють та продають товар споживачам.

## Ярмарки в Європі
Деякі міста в Західній та Середній Європі славилися своїми ярмарками ще за середньовіччя. Відбувалися вони в безпечних місцях, переважно біля замків. Відомі міста, де відбувалися ярмарки на Заході недалеко від України: Краків, Познань, Відень, Кеніґсберґ, Пешт, Дебрецен.

## Ярмарки в Україні

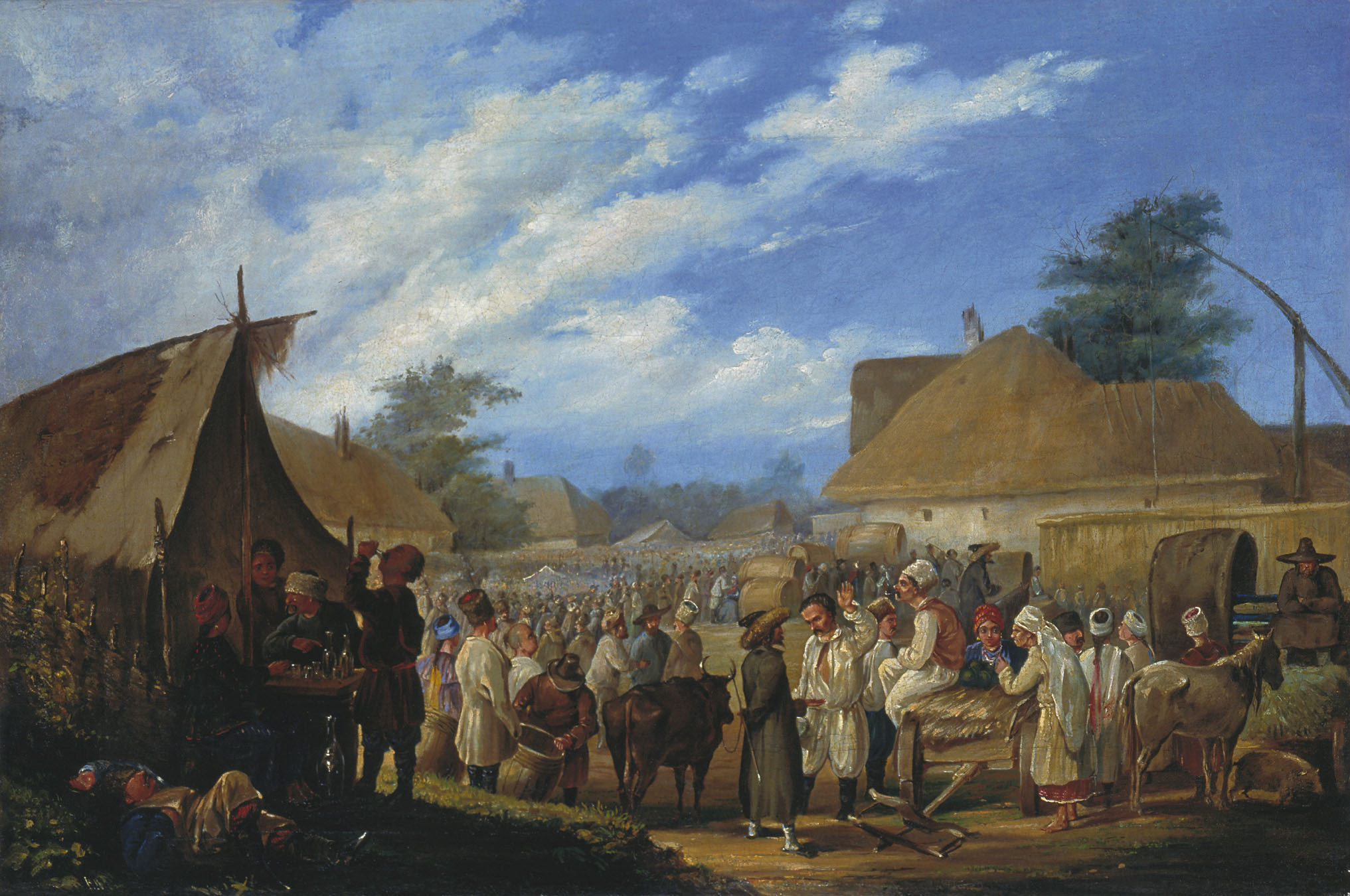
Ярмарок. Перша половина XIX століття. В.Штернберг

Слово «ярмарок» бере свій початок з німецької: «Jahr» у ній означає «рік», а «Markt» — «ринок» та «продаж». Трохи змінившись, це слово потрапило до польської: «jarmark», а звідти вже в українську: «ярмарок». Аналогічна схожість із словом «базар». В іранській мові воно означає «критий ринок». У персів його запозичили татари, з татарської воно перейшло в давньоруську, а звідти — до української. Це слово й досі вживається із тим самим значенням, що й колись.
На українських землях вже з 16 ст. відбувалися малі ярмарки, здебільшого в містах з Маґдебурзьким правом, де водночас розвивалися ремесла. Насамперед євреї, а також німецькі та польські поселенці, вірмени й українські міщани були активними в ярмарковій діяльності.
Великого значення з 17 ст. набули ярмарки у Львові, т. зв. контрактові, згодом у Дубні, з 1797 року — в Києві, а в 19 ст. — харківські ярмарки. Їхньому розвиткові сприяла розбудова шляхів і транспортних засобів, зокрема залізниць. Тоді збільшилося число ярмарків, і кожне місто та містечко забезпечувало вигідні умови (податкові пільги, безпека, забудування) для всіх ярмарків. Більшість ярмарків у Росії в 19 ст. тривали тільки 1 день, близько третини — від 2 до 7 днів і лише 3 % ярмарків тривали довше (деякі цілий місяць).
З 18 ст. ярмарки в Україні мали загально-імперське значення. Деякі з них творили т. зв. ярмаркове коло: 10 гуртових ярмарків відбувалися по черзі один за одним у 7 містах (Воздвиженський ярмарок: Кролевець, Курськ, Полтава, Єлисаветград, Харків, Суми, Ромни); у них брали участь одні й ті самі купці. Деякі з ярмарків спеціалізувалися на певних товарах (хміль: Житомир, Дубне, Рівне; вовна: Каховка, Бахмут, Павлоград; рогата худоба й коні: Кривий Ріг), та на більшості ярмарків торгували різним товаром.
У східно-українських губерніях (Харківська, Полтавська, Чернігівська) з усіх 2 600 ярмарків в кінці 19 ст. найбільші були в Харкові: Хрещенський, Троїцький, Успенський і Покровський (торгівля вовною та мануфактурою); у Полтаві: Іллінський (сільськогосподарські товари) і 4 в Ромнах. У південних губерніях (Катеринославська, Таврійська, Херсонська і Бесарабська) було біля 700 ярмарків; найбільш відомі — у Кривому Розі (Троїцький), Катеринославі (Петропавлівський), Каховці (Микільський і Покровський). У західних губерніях з 1 000 ярмарків найважливішими були такі: в Києві контрактовий (Стрітенський), на якому торгували гуртом різними товарами, а здебільшого сільськогосподарськими продуктами (цукор, збіжжя, олія); на Поділлі в Ярмолинцях (Петропавлівський) і в Балті (Троїцький). На початок 20 ст. в українських губерніях щорічно відбувалося близько 4 300 (на всіх 18,5 тис. у Росії) ярмарків, що мали близько 250 млн карбованців річного обороту (загалом у Росії 1,1 млрд). З 24 великих ярмарків у Росії 1910 року 14 мали понад 1 млн обороту, 4 з таких відбувалися в Україні. Загальний річний оборот російських ярмарків — 370 млн, з яких на Україну припадало 44 млн. В Україні переважали малі та середні ярмарки.
За першої світової війни, а особливо під час революції, ярмарки підупали. Їх відновлено в УССР і СССР з початку 20-х років, зокрема дрібні, бо вони замінювали недостатню мережу та організацію офіційної торгівлі. В РРФСР 1927 року було 7,5 тис. ярмарків, а в Україні — аж 15 тис. в 1 500 місцях. Тоді ярмарки поділялися на всесоюзні, республіканські, обласні та місцевого значення. Характер всесоюзних мали Бакинський і Нижньо-новгородський ярмарки, відомі ще з дореволюційних часів, а київський і харківський ярмарки були республіканськими. У процесі централізації торгівлі і планування народного господарства значення ярмарків упало, а в 30-х роках радянська влада влада їх цілком скасувала, за винятком середньоазійських республік. По другій світовій війні ярмарки в СССР почасти відновлено. З 1960 впроваджено оптово-промислові ярмарки, на яких радянські торговельні організації закуповували в радянських підприємств товари за зразками, про що укладали відповідні контракти (угоди). У СССР відбувалися обласні, міжобласні, республіканські та міжреспубліканські оптово-промислові ярмарки. До найважливіших належали київські ярмарки, які щорічно спеціалізувалися на різних товарах (одяг, хутра, дитячі товари тощо).
Втратили характер попередніх ярмарків напівлегальні базари з різним, головне вживаним і нелегально імпортованим товаром уроздріб (т. зв. «товчки» і чорний ринок), та колгоспні ринки сільськогосподарських продуктів, вироблених переважно на підсобних ділянках. Радянські підприємства, а здебільшого державні установи й міністерства, брали участь у міжнародних ярмарках та виставках.
На західноукраїнських землях під Австро-Угорщиною і між війнами під Польщею, Румунією й Чехословаччиною відбувалися ярмарки по містах і містечках. Окрім львівського (спочатку контрактового), важливими були ярмарки в Тернополі, Станиславові, Коломиї, Самборі, Ярославі, Садаґурі біля Чернівців і Мукачеві.
Давні ярмарки відбувалися звичайно під храмові свята або святочні сезони; звідси й назва багатьох з них. Вони були водночас і суспільно-культурними подіями, сприяли спілкуванню людей з далеких околиць та родинно-товариським зв'язкам. Ярмарки мали свій фольклор; на них відбувалися ярмаркові вистави, зокрема лялькові, музичні виступи та різні атракціони, здебільшого на імпровізованих естрадах, у т. зв. балаганах. Типово український ярмарок описав Микола Гоголь в оповіданні «Сорочинський ярмарок».
Ярмарки продовжують існувати як місце збуту виробів народних майстрів: щороку відбуваються Національний Сорочинський ярмарок — у Великих Сорочинцях (останній тиждень серпня), Покровський ярмарок у Запоріжжі, традицією стало ярмаркування у День Києва на Андріївському узвозі.
Ярмарки відбуваються і в інших містах з нагоди міських і державних свят. Музей народної архітектури та побуту України (м. Київ) проводить ярмарок з участю народних майстрів двічі на рік — першої суботи-неділі травня і вересня. Такі свята є дуже важливими для збереження і розвитку традиційних ремесел.

## Закордонні ярмарки

### Найбільші середньовічні ярмарки

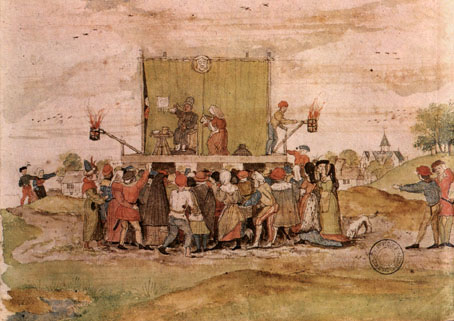

- Антверпен
- Брюгге
- Женева
- Ліон

### Найбільші сучасні міжнародні ярмарки
- Базель (ярмарок транспортного обладнання)
- Ганновер
- Ізмір
- Лейпциг
- Ліон
- Мілан
- Монреаль (книжковий ярмарок)
- Мюнхен (ярмарок спорттоварів)
- Париж
- Торонто